# جيمس كوكس شامبرز
جيمس كوكس شامبرز (بالإنجليزية: James Cox Chambers)‏ هو مصمم رقص أمريكي، ولد في عقد 1950 في الولايات المتحدة.

## وصلات خارجية
- جيمس كوكس شامبرز على موقع IMDb (الإنجليزية)